# Fremont Peak (Wyoming)
Der Fremont Peak ist mit einer Höhe von 4189 m nach Gannett Peak und Grand Teton der dritthöchste Berg des US-Bundesstaates Wyoming und der zweithöchste der Wind River Range im Westen des Bundesstaates. Er liegt auf der kontinentalen Wasserscheide am Hauptkamm der Gebirgskette, südlich des Mount Sacagawea und nordwestlich des Jackson Peak. An der Nord- bzw. Ostflanke des Berges liegen mit dem Upper Fremont Glacier und dem Bull Lake Glacier zwei der größten Gletscher der Wind River Range. Die Gegend um den Fremont Peak ist vollständig als Wildnis-Schutzgebiet ausgewiesen – der Berg liegt innerhalb der Grenzen der Bridger Wilderness des Bridger-Teton National Forest sowie der Fitzpatrick Wilderness des Shoshone National Forest. Von Westen erscheint der Fremont Peak dominant als höchster Gipfel der Wind River Range.

## Geschichte
Benannt wurde der Fremont Peak nach dem amerikanischen Entdecker John C. Frémont, dem vom 13. bis 15. August 1842 zusammen mit Charles Preuss und Johnny Janisse die Erstbesteigung des Berges gelang. Kit Carson war beim ersten Versuch, den Gipfel zu besteigen, ebenfalls dabei gewesen, war aber an dem Tag, als Fremont und seine Männer den Gipfel erreichten, zurückgegangen, um Vorräte zu holen. Einige glauben, Carson sei der Erste gewesen, der den benachbarten Jackson Peak bestiegen habe. Damals galt der Fremont Peak fälschlicherweise als der höchste Berg der Rocky Mountains, obwohl es tatsächlich über 100 höhere Gipfel gibt.

## Besteigung
Die anspruchsvolle Besteigung des abgelegenen Berges nimmt drei bis fünf Tage in Anspruch. Ausgangspunkt für eine Besteigung des Fremont Peak ist der Elkhart Park Trailhead, der von Pinedale erreicht werden kann. Von dort folgt man dem Pole Creek Trail zum Island Lake und wandert von dort weiter bis zur Kreuzung mit den Wanderwegen Titcomb Trail und Indian Basin Trail. Man folgt Letzterem nach Osten und erreicht die Titicomb Lakes, an denen die eigentliche Besteigung des Berges startet. Neben der Normalroute existieren am Fremont Peak auch technische Mehrseillängenrouten (bis Grad IV) in den massiven Süd- und Westwänden. Auch die Nordwand des Berges verfügt über mehrere alpine Routen.

## Galerie

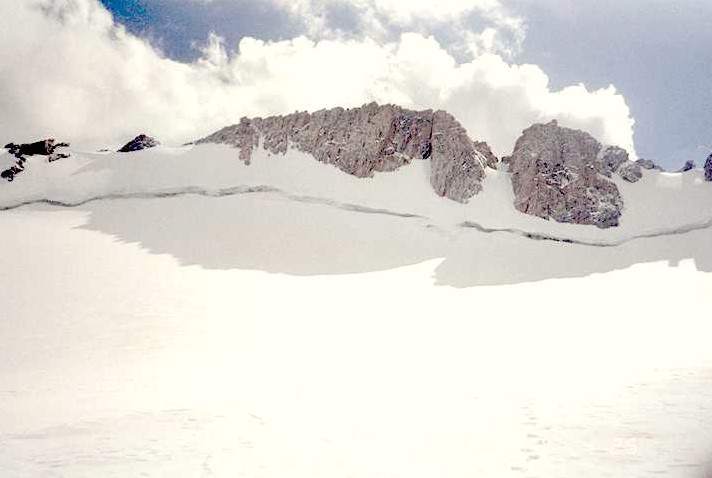
Der Upper Fremont Glacier an der Nordflanke des Berges
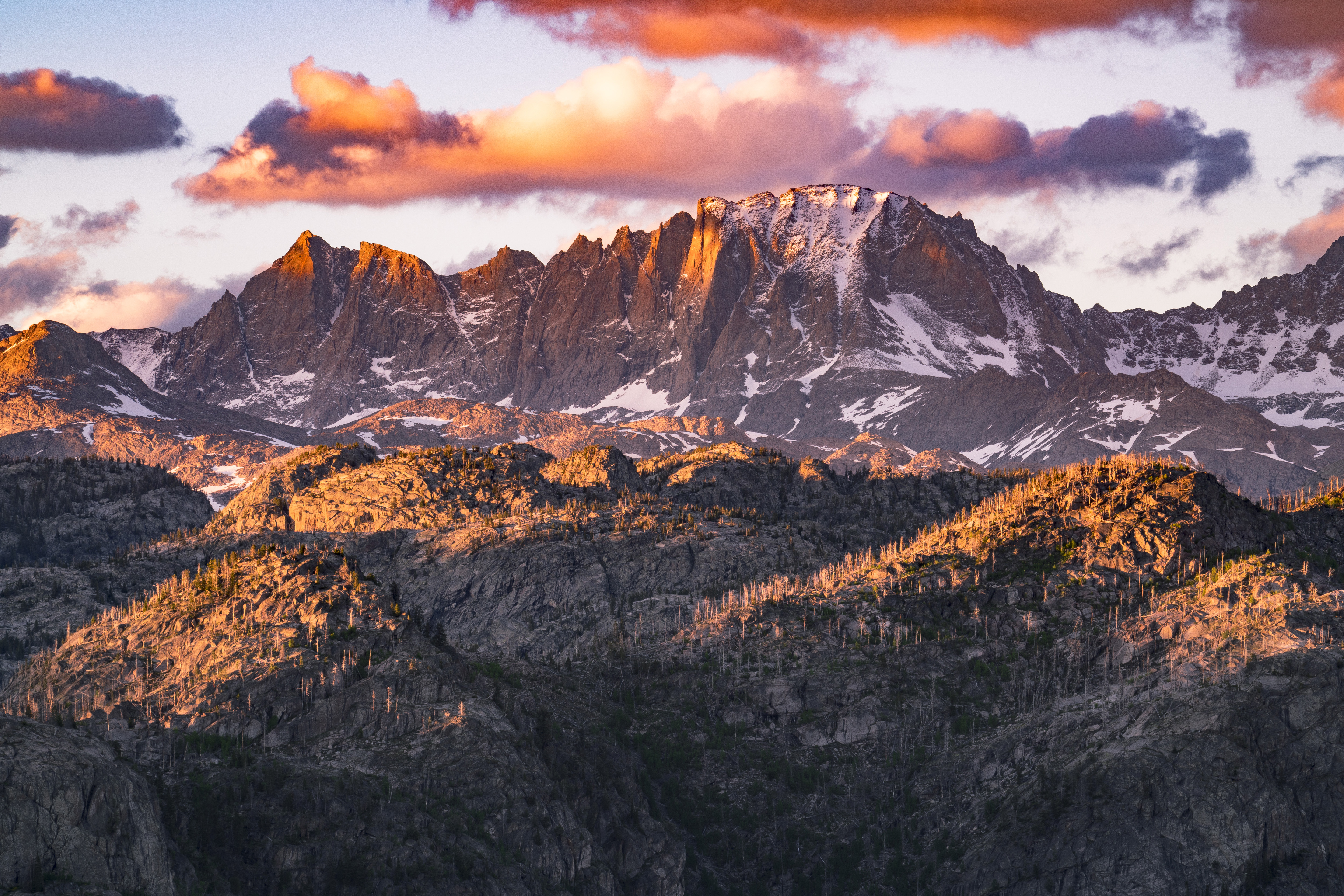
Mount Sacagawea (links) und Fremont Peak (Mitte)
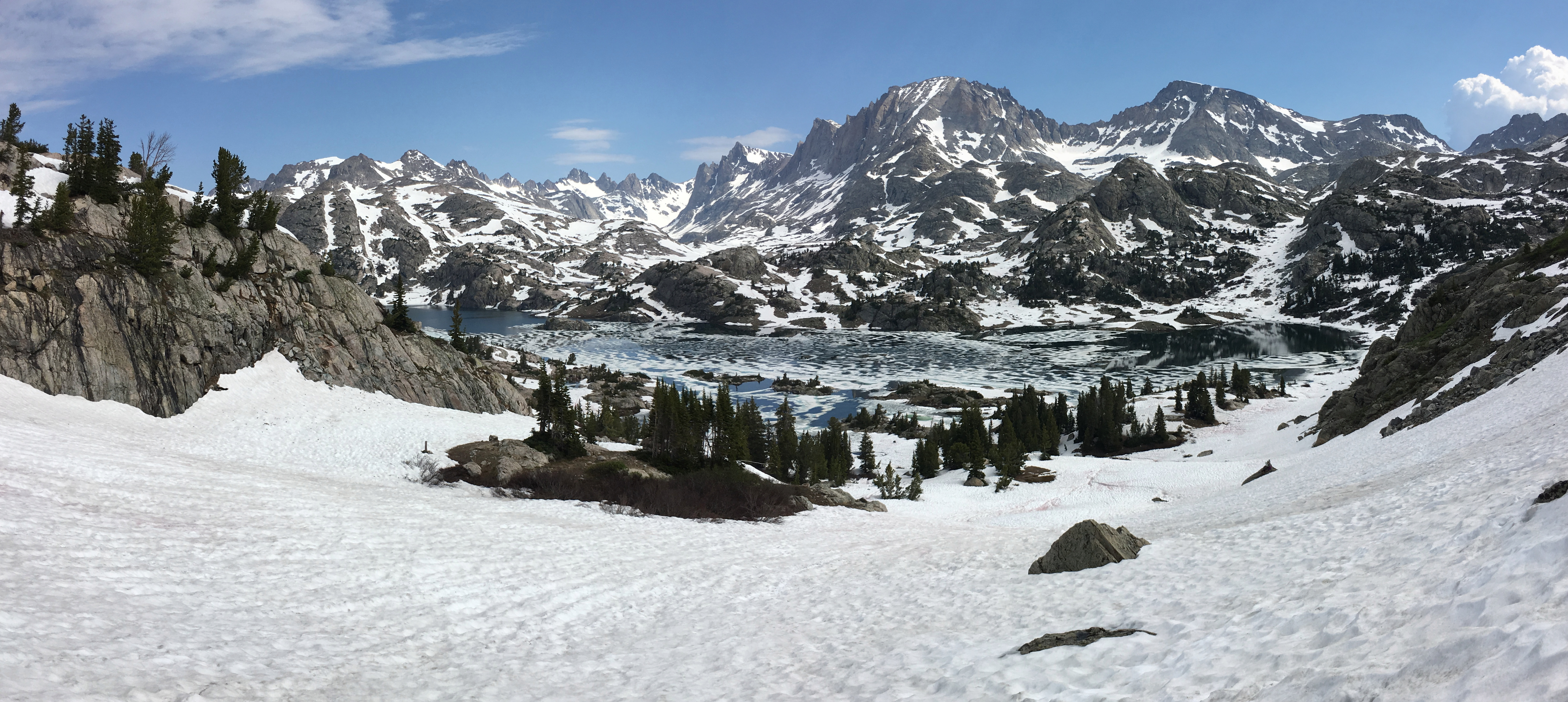
Fremont Peak über dem Island Lake

## Belege
1. ↑  Fremont Peak - Peakbagger.com. Abgerufen am 8. April 2024.
2. ↑  Fremont Peak, WY. In: TopoQuest. Abgerufen am 8. April 2024.
3. 1 2 3 4  Fremont Peak : Climbing, Hiking & Mountaineering : SummitPost. Abgerufen am 8. April 2024.
4. ↑  Henry Gannett: The Origin of Certain Place Names in the United States. In: Govt. Print. Off. 1905, S. 132, abgerufen am 8. April 2024.